# Best Air
Best Air – bangladeskie linia lotnicza z siedzibą w Dhace. Głównym węzłem był port lotniczy Dhaka.